# منتخب لوكسمبورغ تحت 19 سنة لكرة القدم
منتخب لوكسمبورغ تحت 19 سنة لكرة القدم (بالفرنسية: Équipe du Luxembourg des moins de 19 ans de football) هو ممثل لوكسمبورغ الرسمي في المنافسات الدولية في كرة القدم في فئة كرة قدم للرجال تحت 19 سنة، يديريه اتحاد لوكسمبورغ لكرة القدم.